# 集団態度
集団態度（しゅうだんたいど）とは集団が持つ成員の集合的な態度、行動の傾向を言う。
集団態度は集団における強い集団意識を持つ成員の自我が集団によって吸収されて裏付けられた集団の態度である。態度とはある個別的な対象に対する行動の傾向であり、個々の経験や知識に基づいて形成され、また変化する場合もある。集団態度とは成員が全員、または多数が共通する態度であり、社会の規範や教育によって大きく左右される。その合理性から群集的態度、先入態度、偏見態度、常識態度に分類される。また集団態度の反応は集団意見によって表現され、実際に影響を及ぼす。